# Stubbsund

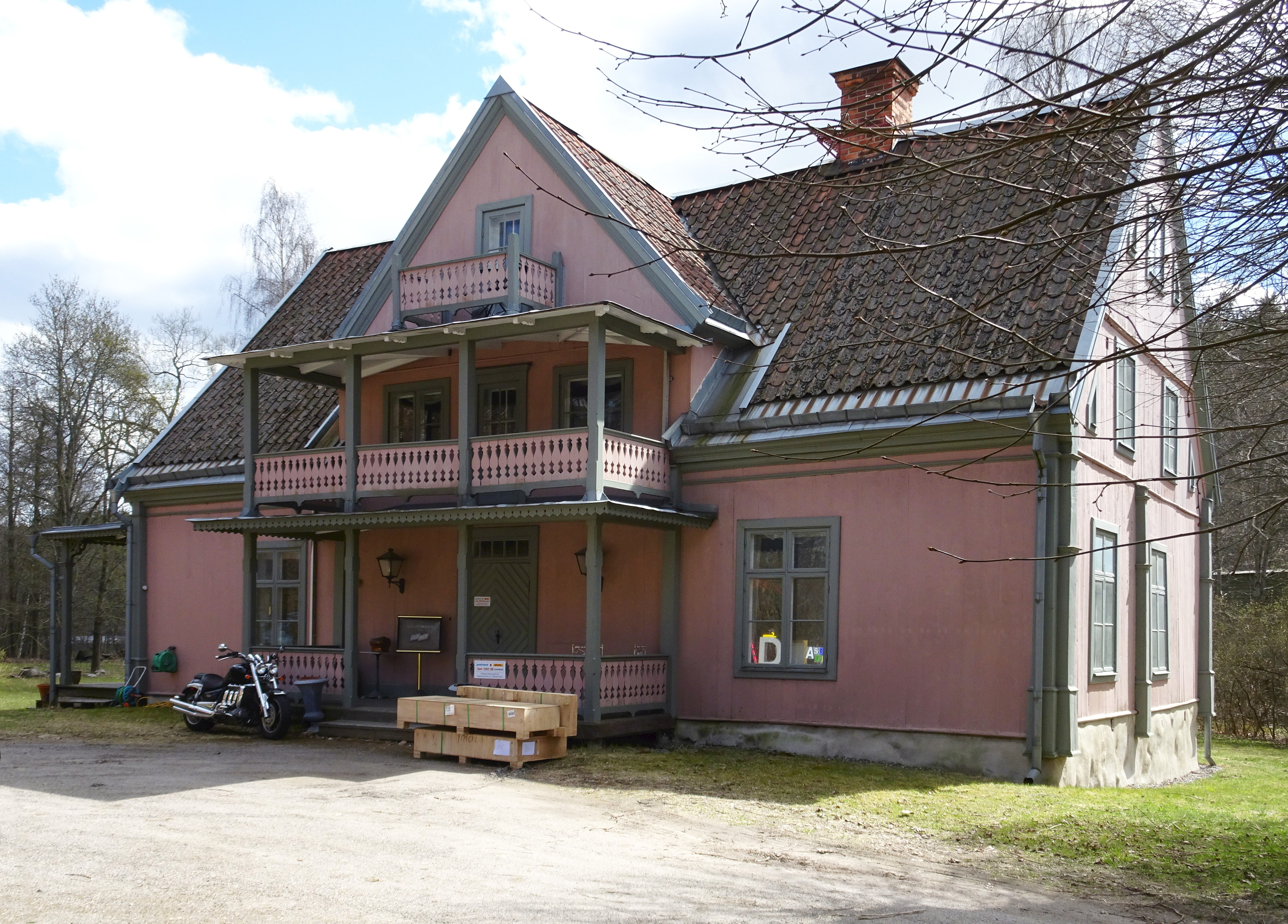
Stubbsunds gård i april 2022.

Stubbsund kallas en kulturhistoriskt intressant byggnad vid Stubbsundsvägen 19 i Saltsjö-Duvnäs i Nacka kommun. Den nuvarande herrgårdsliknade byggnaden uppfördes 1771. I ”Nacka Kommun, Kulturhistoriska miljöer” är gården utpekad som särskilt värdefullt kulturminne. I detaljplanen infördes en q-bestämmelse som innebär att hela området klassas som kulturhistoriskt värdefull miljö. Stubbsund är en representant för de mindre lantgårdar som stockholmsborgare lät uppföra i Stockholms närhet under 1700- och 1800-talen. Idag ligger gården inklämd mellan Saltsjöbanan och Saltsjöbadsleden.

## Historik

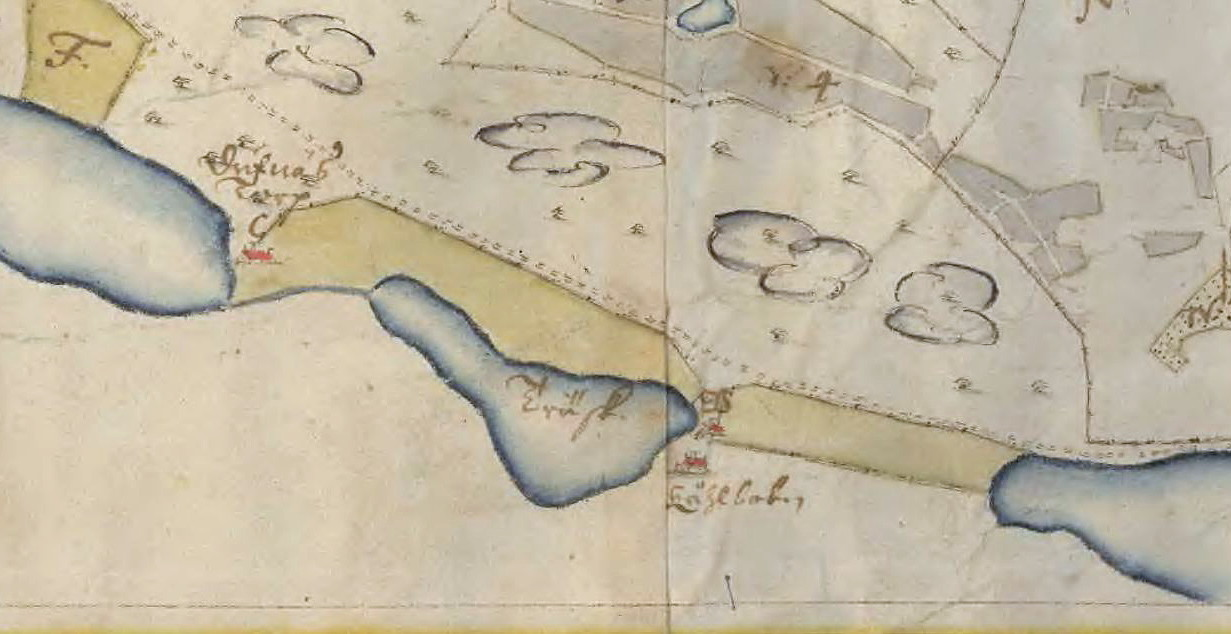
Dufnäs Torp (Stubbsund) 1690.

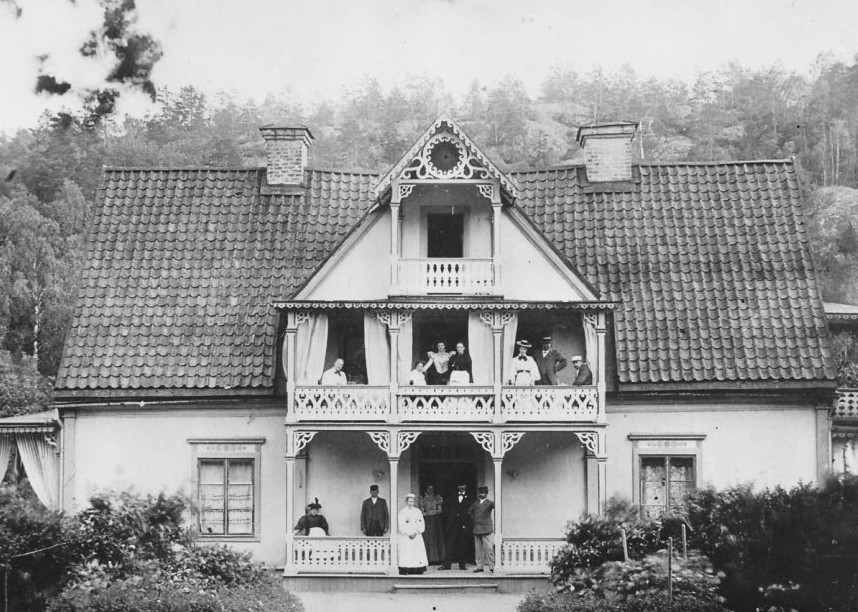
Stubbsunds entréfasad, 1900.

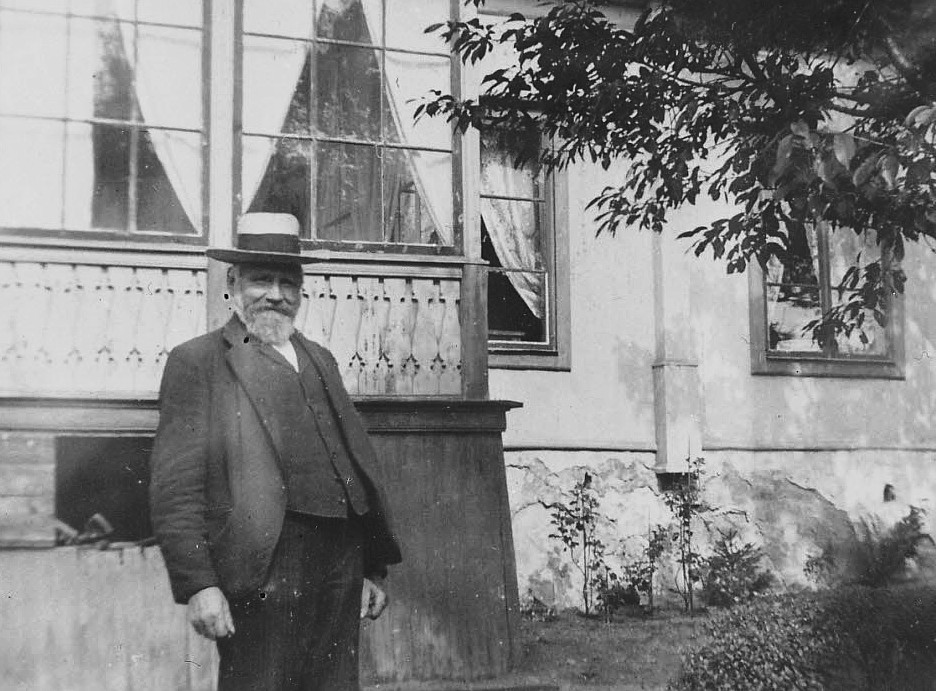
Anders Isberg vid Stubbsund, 1900.

I dalgången mellan dagens Duvnäsviken och Järlasjön hade Duvnäs gård två torp. Det östra, närmast Duvnäsviken, blev upphovet till Kolbotten medan det västra, närmast Järlasjön, blev Stubbsund. På en karta från 1690 syns de båda torpen Kåhlboten (Kolbotten) och Dufnäs Torp (Stubbsund), med Träsk avses Kolbottensjön. När dåvarande ägaren till Duvnäs gård, Robert Finlay, gjorde konkurs 1771 såldes de båda torpen.
Det västra torpet (Stubbsund) förvärvades av grosshandlaren Magnus Quast-Pettersson från Stockholm, som lät uppföra en ny manbyggnad på tomten. Läget var vackert med utsikt över Järlasjön och lätt att nå från Stockholm via sjösystemet Hammarby sjö – Sicklasjön – Järlasjön. Förmodligen ingår Duvnäs gårds gamla torp i huvudbyggnaden som har timrat stomme och fasaderna klädda med stående panel. Enligt en brandförsäkring från 1783 hade corps de logi ett högt tegeltak med frontespis på båda långfasaderna. På bottenvåningen låg ett stort kök och tre rum med vävtapeter. I vindsvåningen fanns ytterligare fyra rum. Huvudbyggnaden flankerades mot norr av två fristående flyglar, den östra innehöll bagarstugan och några bostadsrum, den västra var stall och ladugård. Till anläggningen hörde en trädgård som sträckte sig ner till Järlasjön samt drivhus och stall för småkreatur. I öster vidtog vattendraget som rann mellan Järlasjön och Kolbottensjön.
Pettersson bodde med sin familj vid Västerlånggatan i Gamla stan och Stubbsund gjorde han till sitt sommarnöje. Han titulerade sig kommerseråd, och hörde till en av de mera kända affärsmännen i Stockholm samt var politiskt aktiv i mösspartiet. Efter Petterssons död 1781 disponerades gården av hans änka. 
1818 köptes Stubbsund av slottsbyggmästaren Ingel Fallstedt eller Fahlstedt (1769–1849). Han inredde flyglarna till bostäder och utökade gårdens byggnader med uthuslänga, ladugård och stall.
År 1883 förvärvades Stubbsund av trädgårdsmästaren Anders Isberg (född 1831). När Nacka kommun bildades år 1887 valdes Isberg till suppleant i kommunstämman. På fotografier från sekelskiftet 1900 syns gårdens entrésida med tredubbla verandor och omfattande lövsågerier. Vid den tiden var Stubbsund även namnet på en av ångbåtsbryggorna som trafikerades av ångslupen S/S Nackanäs och innan dess av S/S Sikla. Vid gården bedrevs ett trädgårdsmästeri och vid Järlasjön ett tvätteri som existerade mellan 1880-talet och 1910. På 1890-talet drogs Saltsjöbanans spår förbi direkt norr om gården som därmed förlorade direktkontakten med landsvägen.
Efter Andres Isberg död 1918 ärvdes gården av hans son revisorn H. Isberg och sedan av dennes dotter som sålde egendomen 1970 till Nacka kommun. I och med bygget av Saltsjöbadsleden (invigd 30 augusti 1971) tappade Stubbsund även en stor del av sin södra tomt och tillgång till Järlasjöns strand. Vid riksantikvarien Gösta Sellings inventering 1977 var husen ”illa underhållna och trädgården igenvuxen”. 1987 sålde kommunen gården till en privatperson som lät renovera byggnaden på ett pietetsfullt sätt. Trots förändringarna är en del av den ursprungliga fasta inredningen fortfarande bevarad, även närmiljön har mycket kvar av sin 1700-talskaraktär. 
Den västra flygeln revs på 1940-talet och den tvärställda uthuslängan togs ner 1955. Av gårdens historiska bebyggelse kvarstår idag (2022) huvudbyggnaden och östra flygeln. Enligt detaljplanen som vann laga kraft i december 2005 får den befintliga bebyggelsen utökas med bland annat tre nya huskroppar som i storlek, form och material skall anpassas till den kulturhistoriskt värdefulla huvudbyggnaden. Nordväst om huvudbyggnaden kommer ytterligare en flygelbyggnad samt en envåningsbyggnad att uppföras. Dessa hus skall placeras så att den ursprungliga gårdsbildningen återskapas.

Historiska bilder
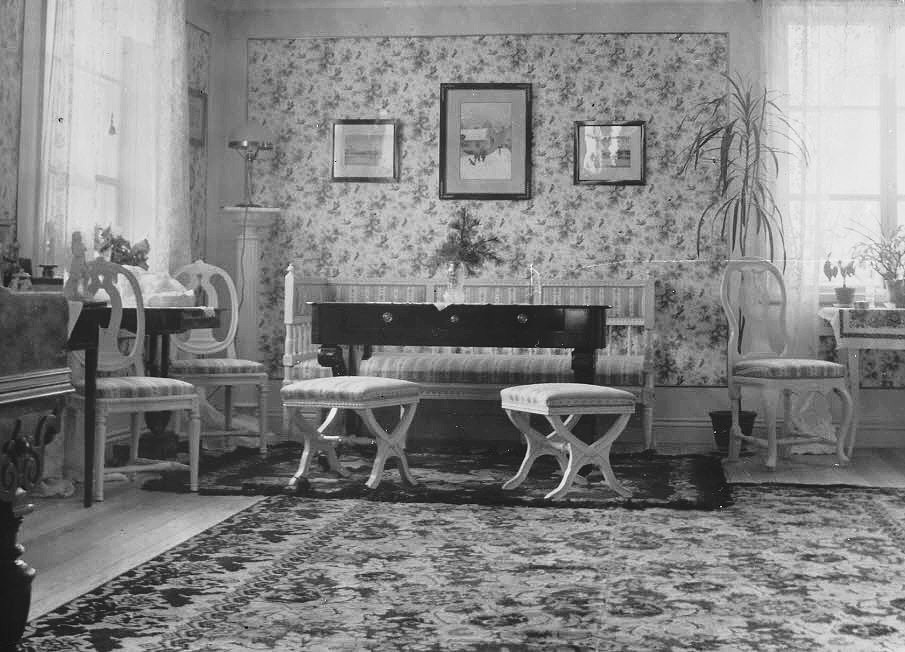
Interiör 1919.
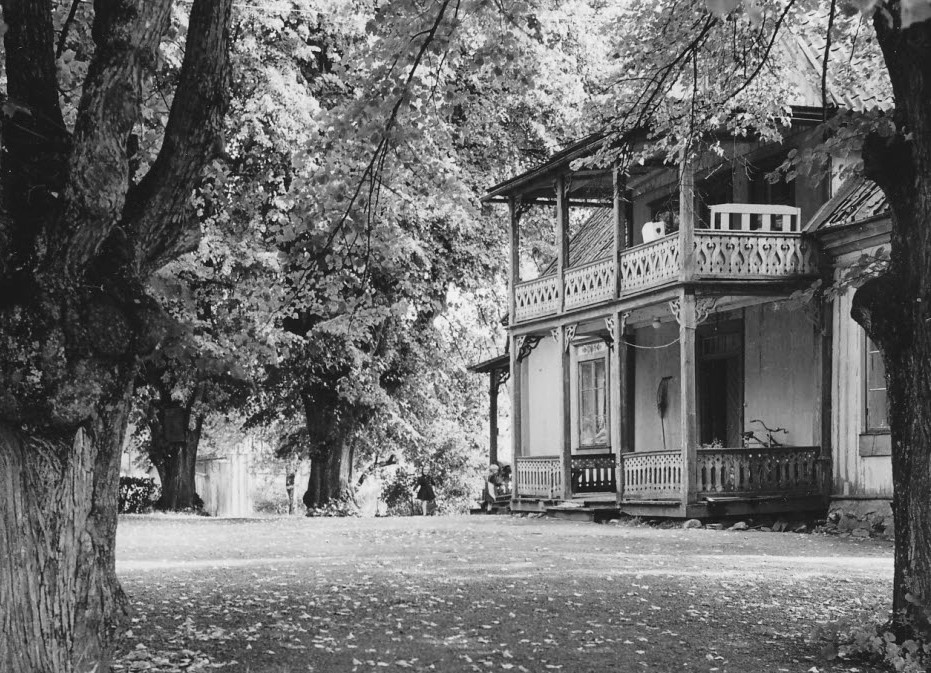
Entrésidan 1955.
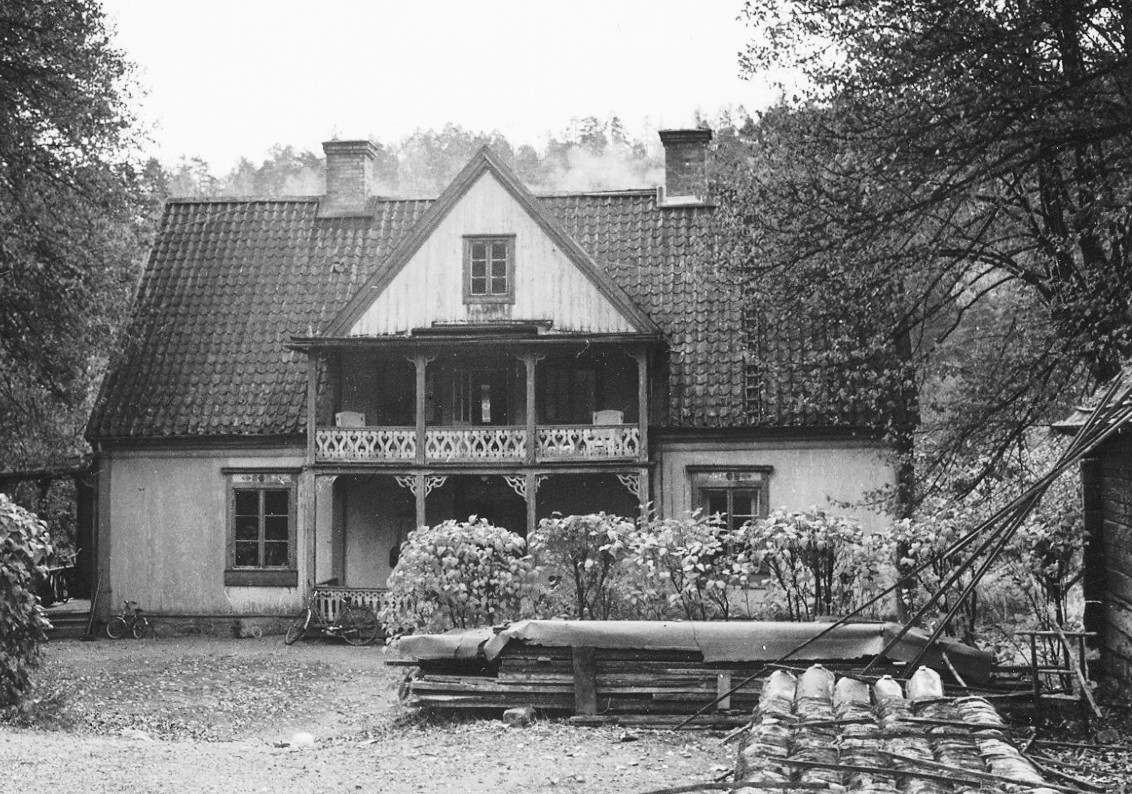
Huvudbyggnaden 1956.
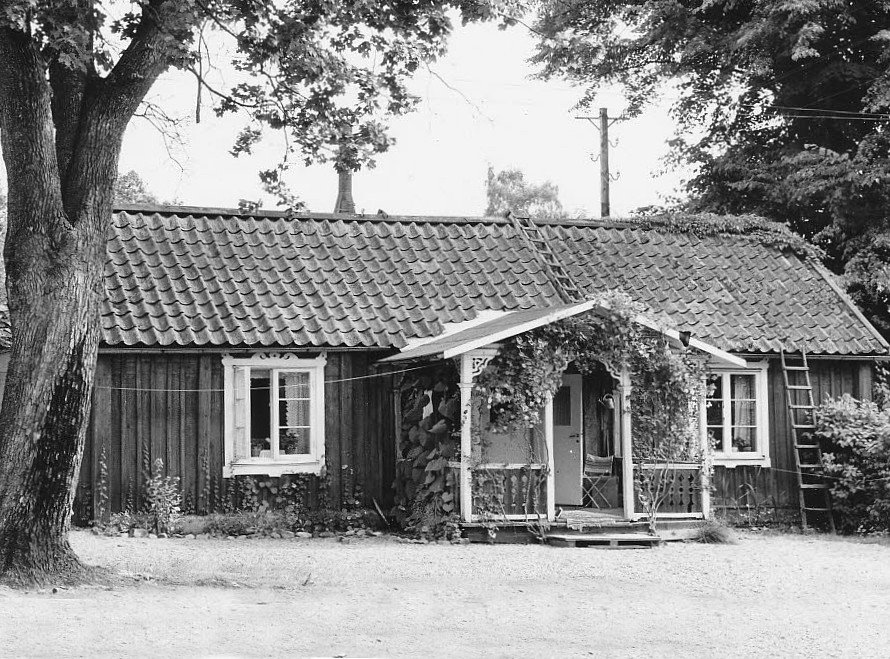
Östra flygeln 1957.
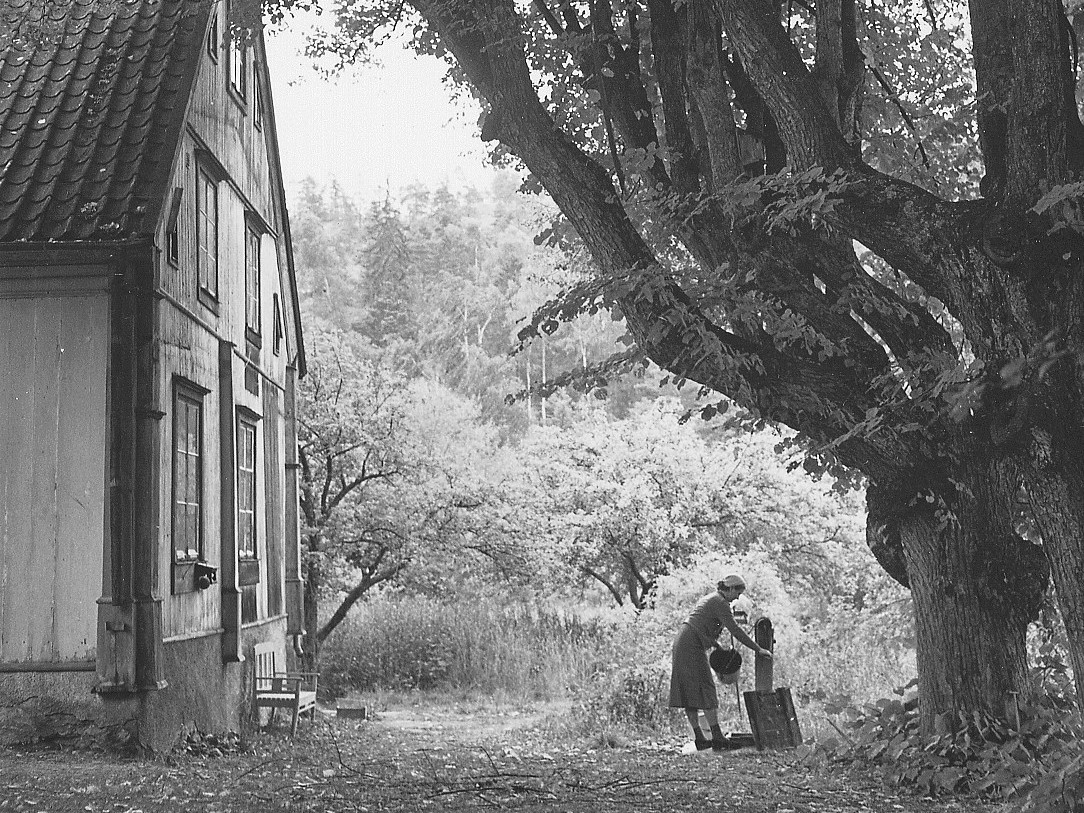
Västra gaveln 1957.

Nutida bilder
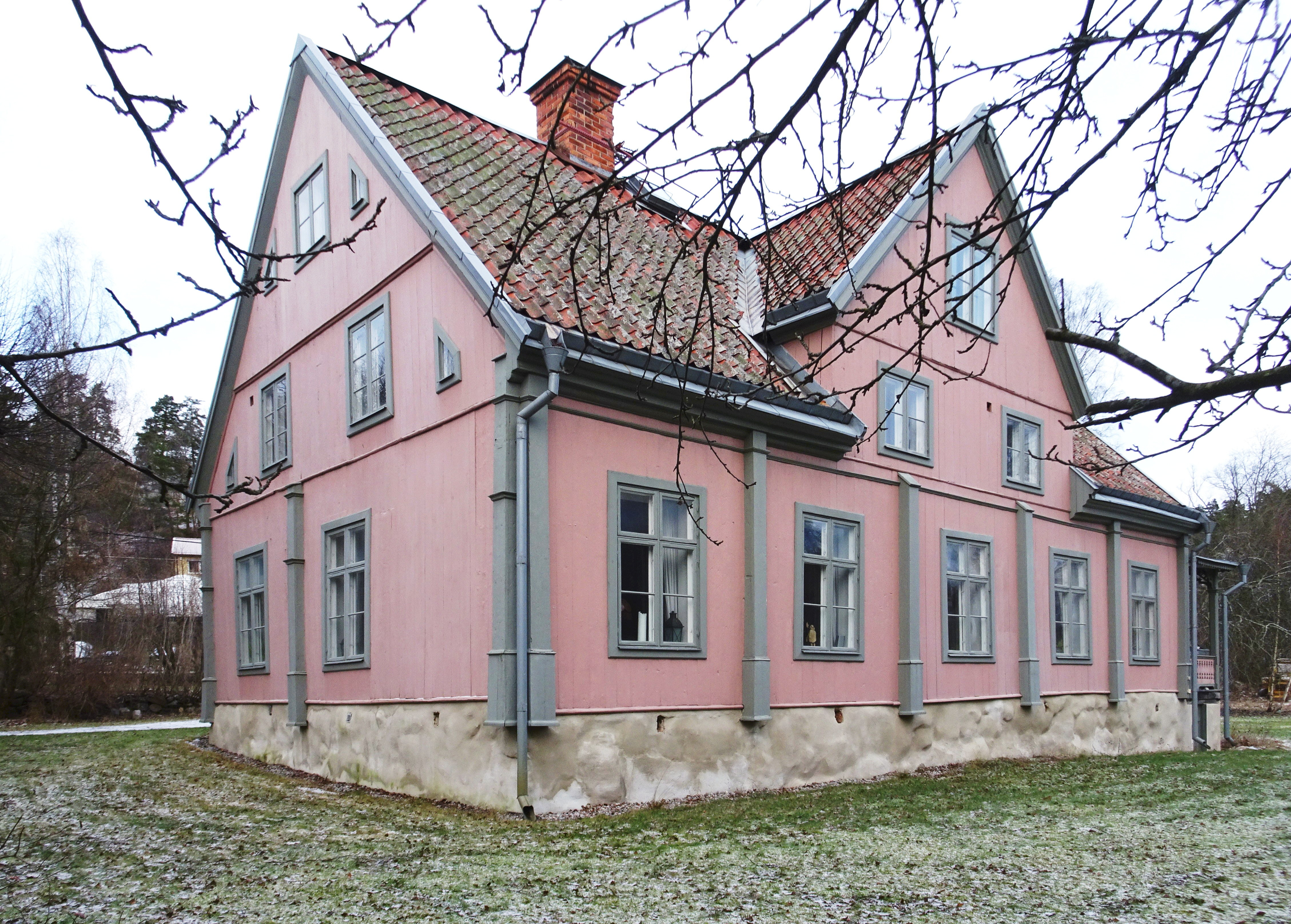
Fasad mot trädgården.
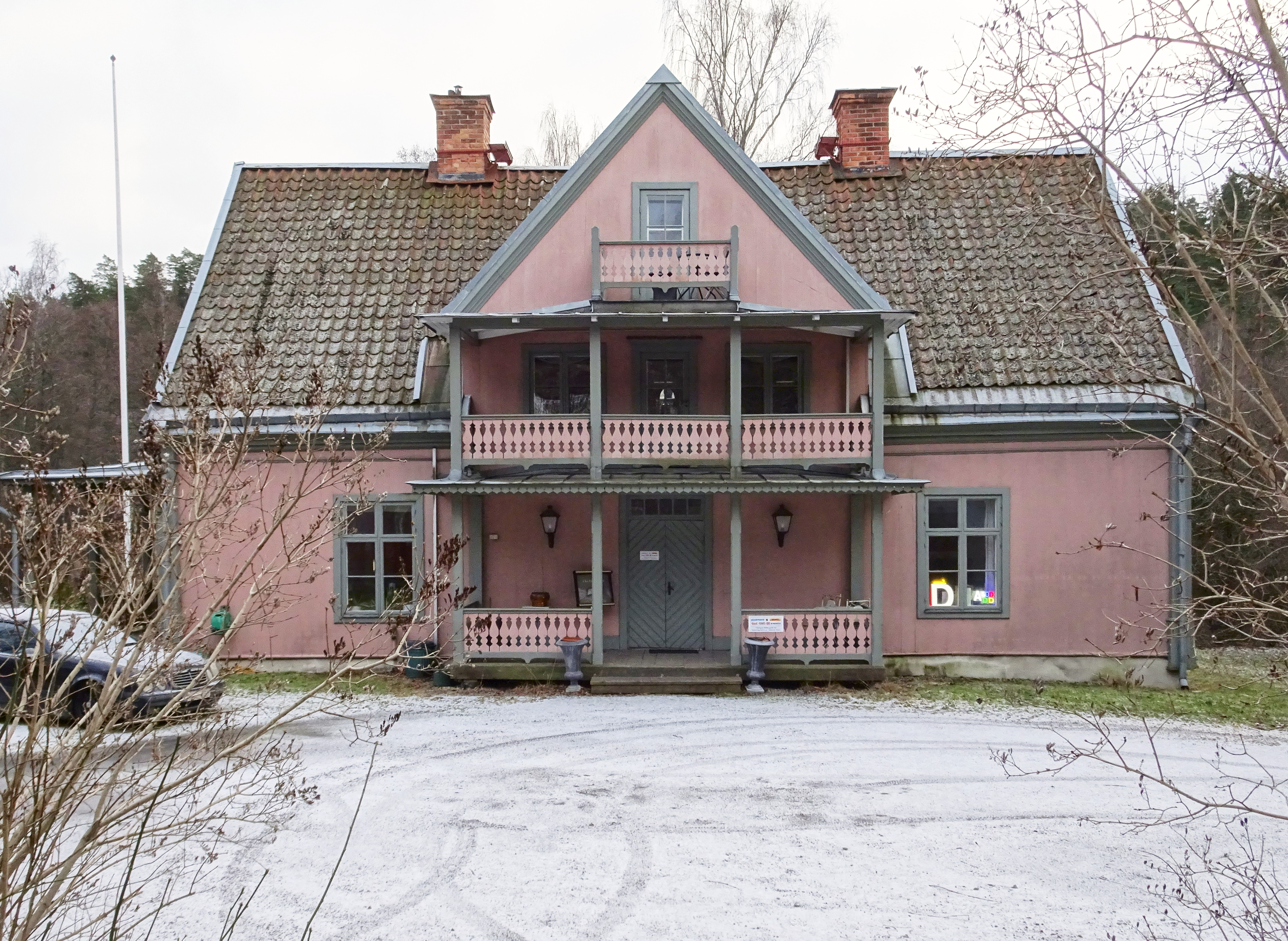
Entrésidan 2022.
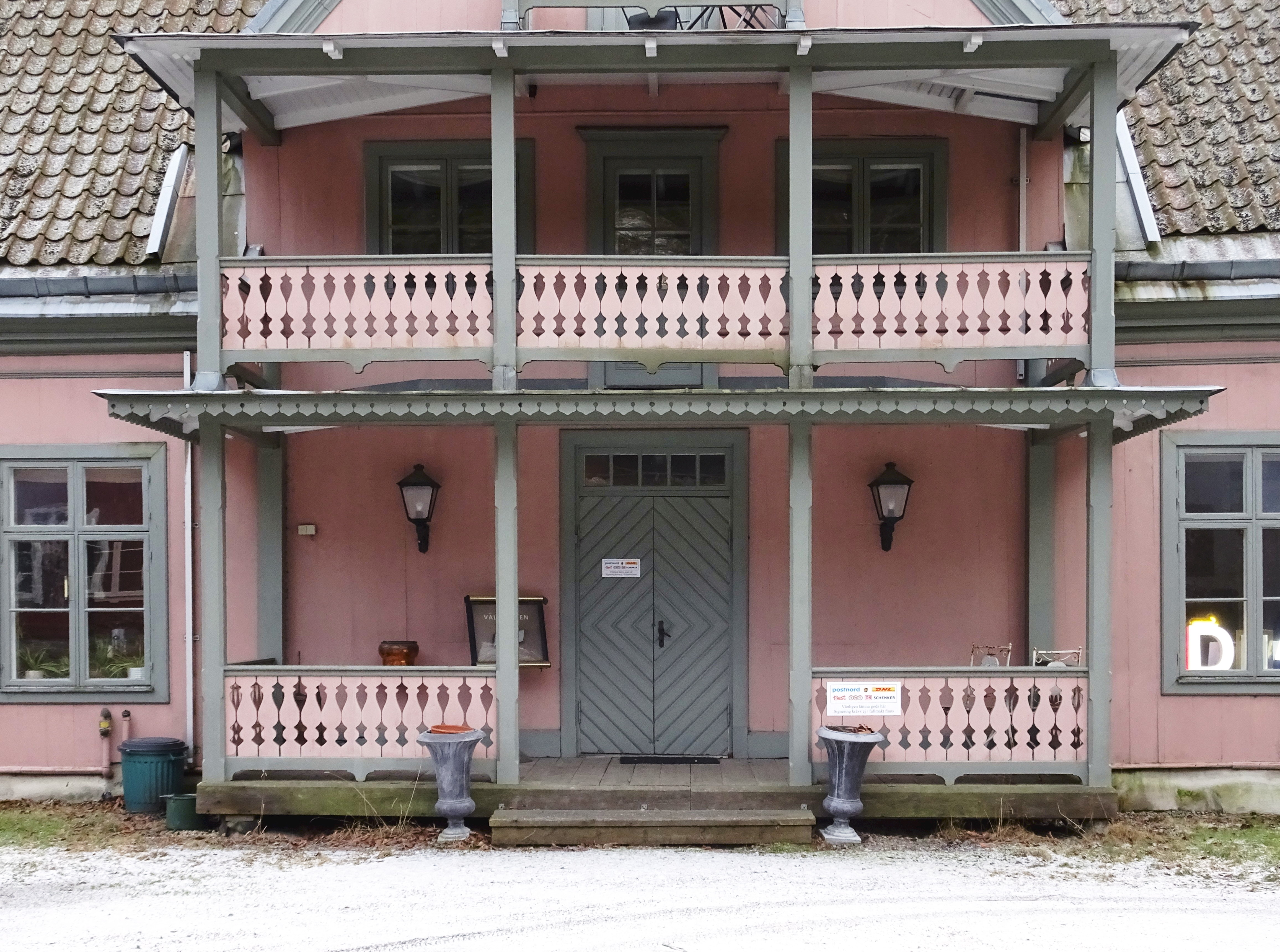
Verandan.
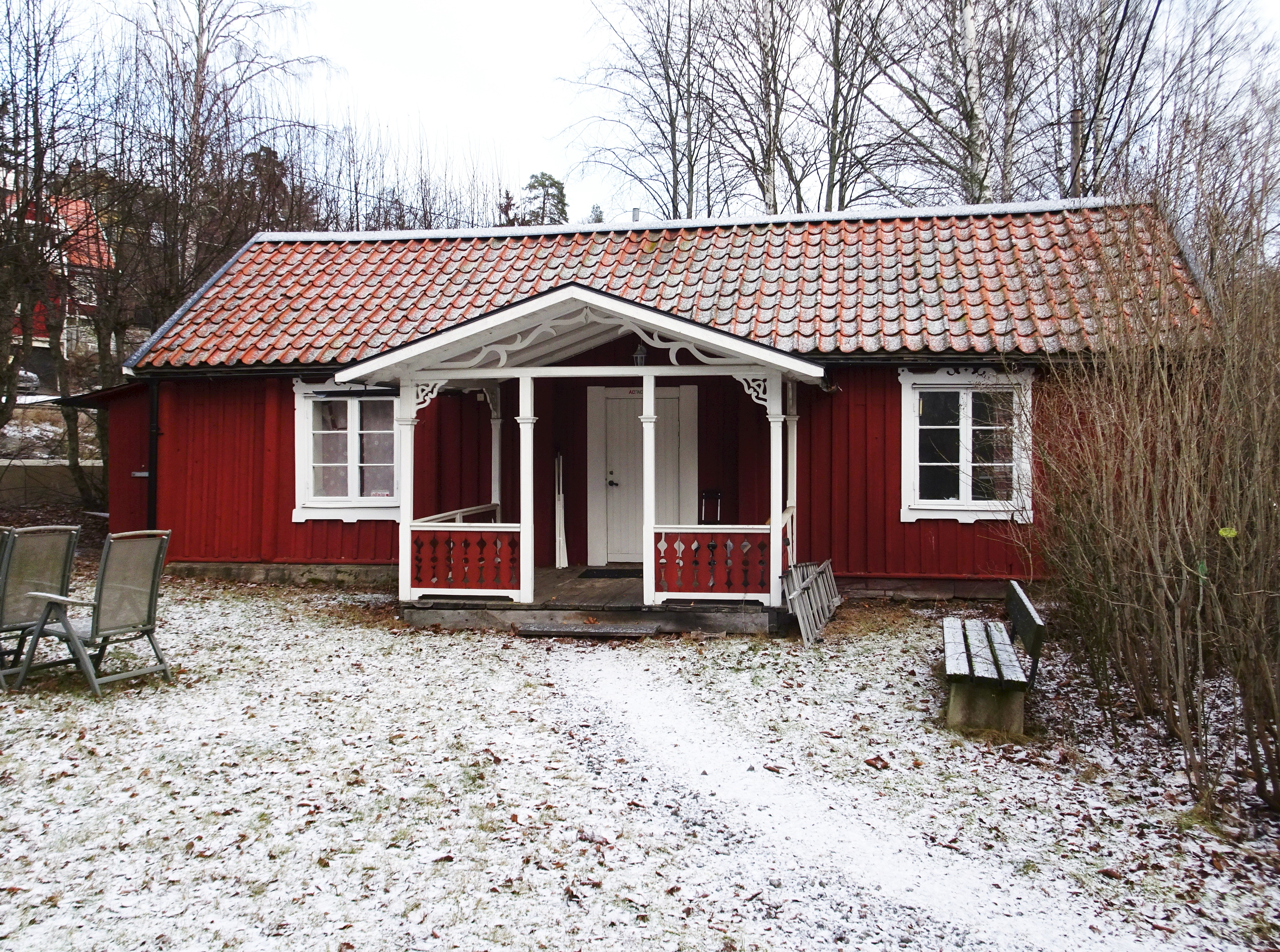
Östra flygeln 2022.
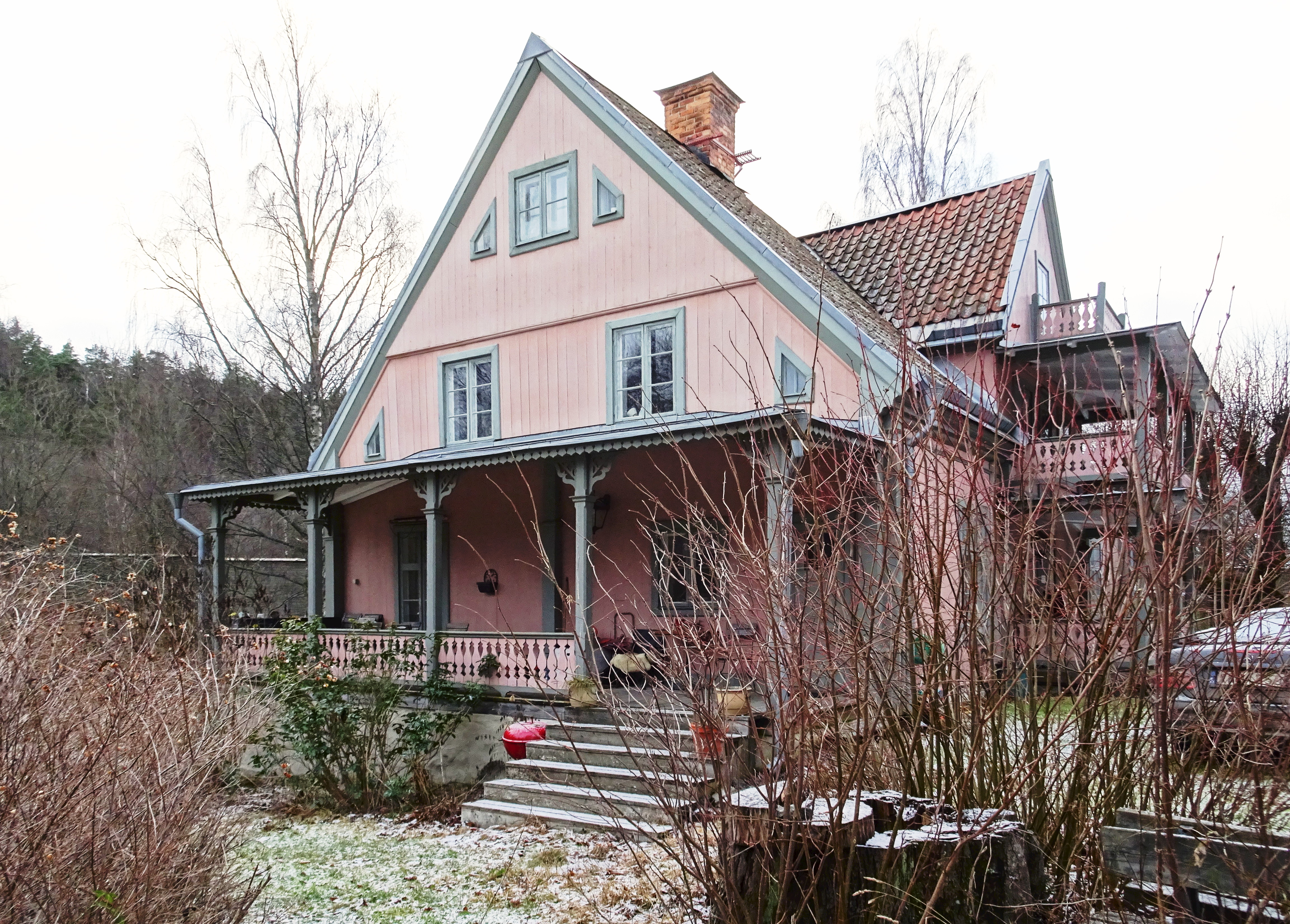
Östra gaveln.